# La Rabaza
La Rabaza es una pedanía perteneciente al término municipal de La Codosera, situada a 9 km de la misma localidad. En el censo de población del 1 de enero de 2019 se contabilizaron 99 habitantes en la localidad, de los cuales 50 eran hombres y 49 eran mujeres.
La localidad se encuentra a pocos metros de la frontera con Portugal y a orillas del río Gévora. Cuenta con un parque infantil, un hostal rural, una ermita y dos restaurantes.
En el lado portugués de la frontera se encuentra una villa con el nombre de Rabaça.